# 美空ひばりベスト 1949〜1963
『美空ひばりベスト 1949〜1963』は、美空ひばりのベスト・アルバム。
2011年11月2日に日本コロムビアから発売された。

## 解説
1949年〜1963年までに発表された美空ひばりの曲のベスト・アルバム。
ジャケットの美空ひばりは白色の服を着ていることから、『白盤』といわれている。

## 収録曲
1. 悲しき口笛
2. 東京キッド
3. 越後獅子の唄
4. 私は街の子
5. ひばりの花売娘
6. あの丘越えて
7. リンゴ追分
8. お祭りマンボ
9. 津軽のふるさと
10. 伊豆の踊り子
11. ひばりのマドロスさん
12. 日和下駄
13. 素敵なランデブー
14. 港町十三番地
15. 花笠道中
16. 哀愁波止場
17. 車屋さん
18. ひばりの佐渡情話